# Bestensorder
Een bestens order of marktorder (Engels: market order) is een term uit de de handel in effecten en betekent dat opdracht wordt gegeven stukken te kopen of verkopen tegen de beste prijs van het moment dat de order op de markt wordt aangeboden. Het is een van de manieren die wereldwijd wordt gehanteerd om een order op de beurs te laten uitvoeren. Dit geldt ook voor het handelssysteem op de Nederlandse effectenbeurzen, het NSC.

## Toepassing
Op het moment van het plaatsen van de order wordt er door de broker gekeken wat de beste prijs in de markt is. Bij een aankooporder is dat de laagste prijs, bij een verkooporder de hoogst geboden prijs. De order wordt op dat moment onmiddellijk tegen die prijs uitgevoerd. Wanneer het aantal aangeboden stukken tegen de beste prijs niet voldoende is, wordt vervolgens in de markten verder gezocht naar de openstaande orders met de een na beste prijs, en zo voort totdat de order geheel gevuld is.
De bestensorder is het ordertype dat gehanteerd wordt wanneer men beslist van zijn stukken af wil, of wanneer men per se bepaalde stukken wil aankopen, ongeacht de prijs die betaald moet worden. Vaak zal een belegger wel verwachten dat de opdracht voor een bepaalde prijs uitgevoerd zal worden.
Bij een sterke koersstijging of -daling kan een bestensorder tot gevolg hebben dat men veel meer betaalt, of veel minder ontvangt, dan verwacht. Het hanteren van dit type order is derhalve niet zonder risico. Bij minder liquide effecten zijn bestensorders gevaarlijk omdat men soms op erg slechte prijzen kan handelen.
Sinds 2007 zijn op Euronext Nederland voor de ca. 200 open-end beleggingsfondsen alleen bestensorders mogelijk, zie het handelssysteem voor aandelen in beleggingsfondsen.
Andere soorten orders zijn de limietorder en de stop loss order ofwel stop order.